# Acacia homaloclada
Acacia homaloclada är en ärtväxtart som beskrevs av Ferdinand von Mueller. Acacia homaloclada ingår i släktet akacior, och familjen ärtväxter. Inga underarter finns listade i Catalogue of Life.